# Rhodothermota
Phylum
Synonymes
- Rhodothermota Garcia-Lopez et al. 2019

- Rhodothermaeota Munoz et al. 2016

Les Rhodothermota sont un phylum du règne des Pseudomonadati, au sein du domaine Bacteria, monotypique jusqu'à l'ordre des Rhodothermales. Son nom provient de Rhodothermus qui est le genre type de ce phylum.

## Historique
L'ordre des Rhodothermota a d'abord été décrit en 2016 sous le nom de Rhodothermaeota par Munoz et al. mais cette publication n'a pas été publiée de manière valide. En 2019, c'est au tour de Garcia-Lopez et al. de proposer un nouveau nom, Rhodothermota, mais là aussi la publication n'a pas été effectuée selon les critères de validité de l'ICSP. Ce n'est qu'en 2021, que ce nouveau nom est validé en même temps que la publication de 41 autres phylum bactériens par Oren et Garrity tout en maintenant l'autorité de nomenclature à Munoz mais assorti de la date de 2021,.

## Taxonomie

### Étymologie
L'étymologie du phylum Rhodothermota est la suivante : Rho.do.ther.mo’ta N.L. masc. n. Rhodothermus, genre type du phylum; N.L. neut. pl. n. suff. -ota, suffixe utilisé pour désigner un phylum; N.L. neut. pl. n. Rhodothermota, le phylum des Rhodothermus,.

## Liste des classes
Selon la LPSN (3 juillet 2025) les Rhodothermota ne comptent qu'une seule classe, les Rhodothermia Munoz et al. 2017.
Lors de sa description, elle en a compté deux jusqu'à l'élévation de l'ancienne famille des Balneolaceae au rang de phylum Balneolaeota.